# Carrozzeria Viotti

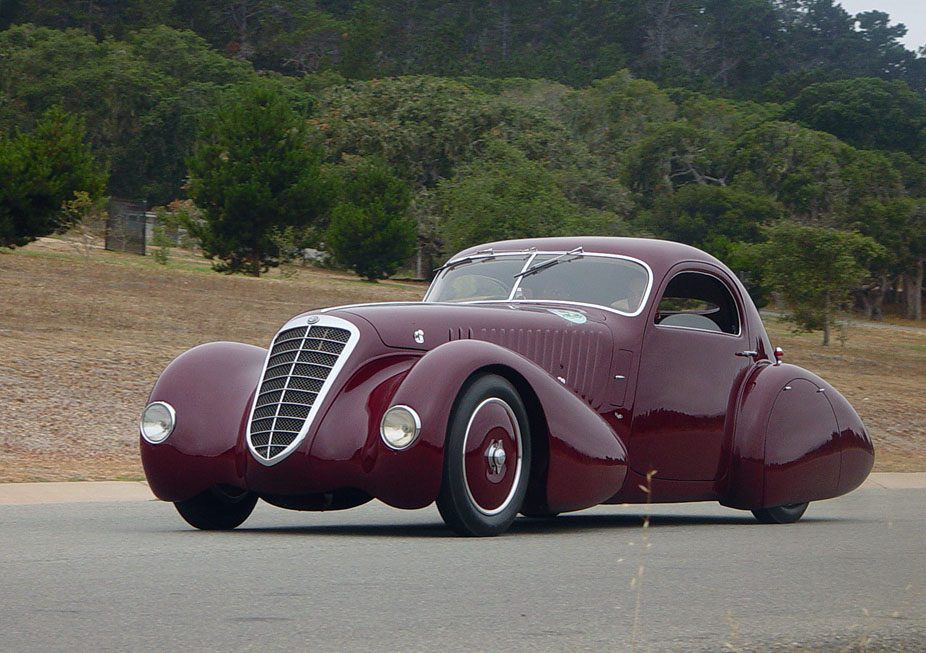
Alfa Romeo 8C 2300 Viotti Coupé

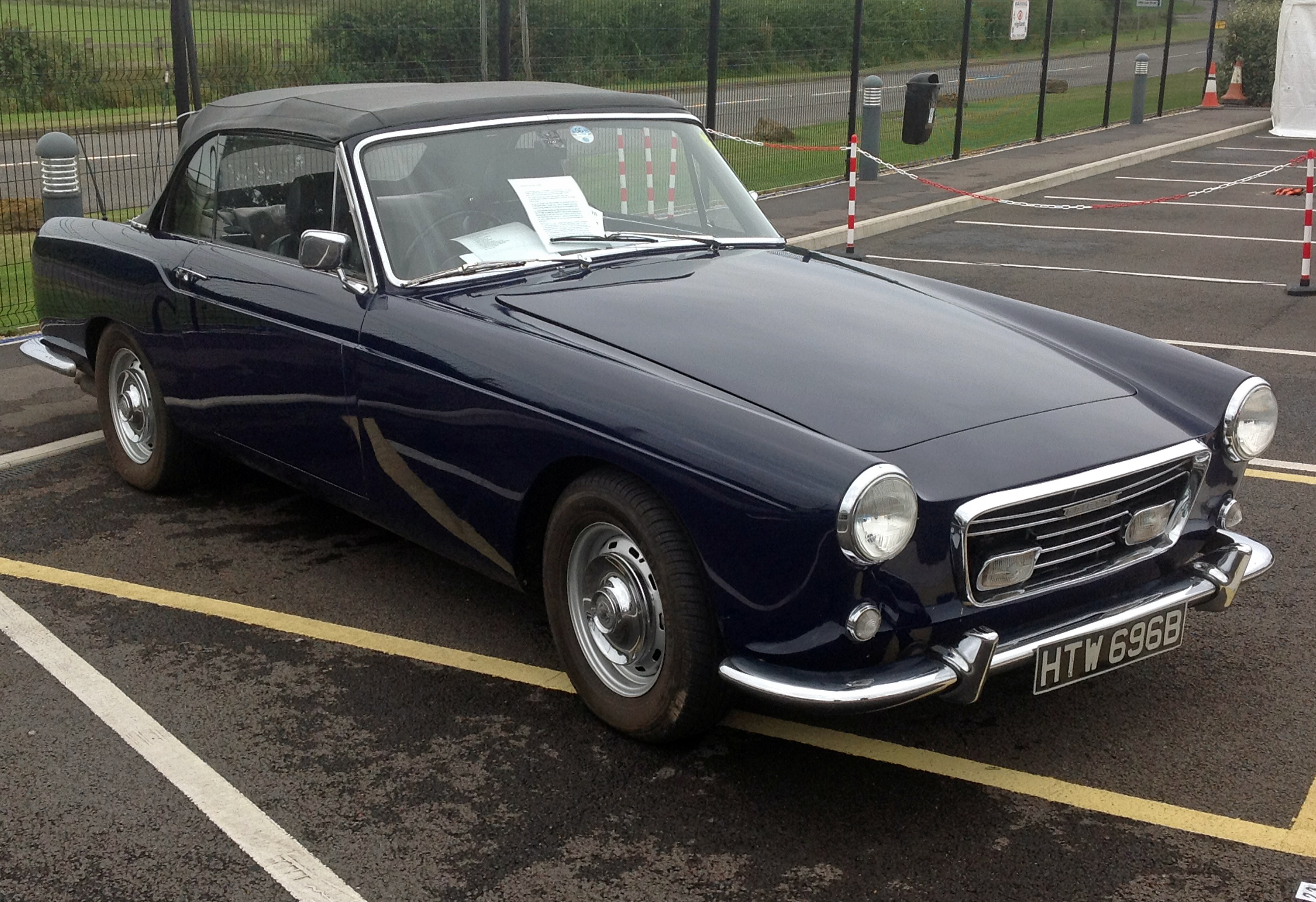
1963 Bristol 407 Viotti

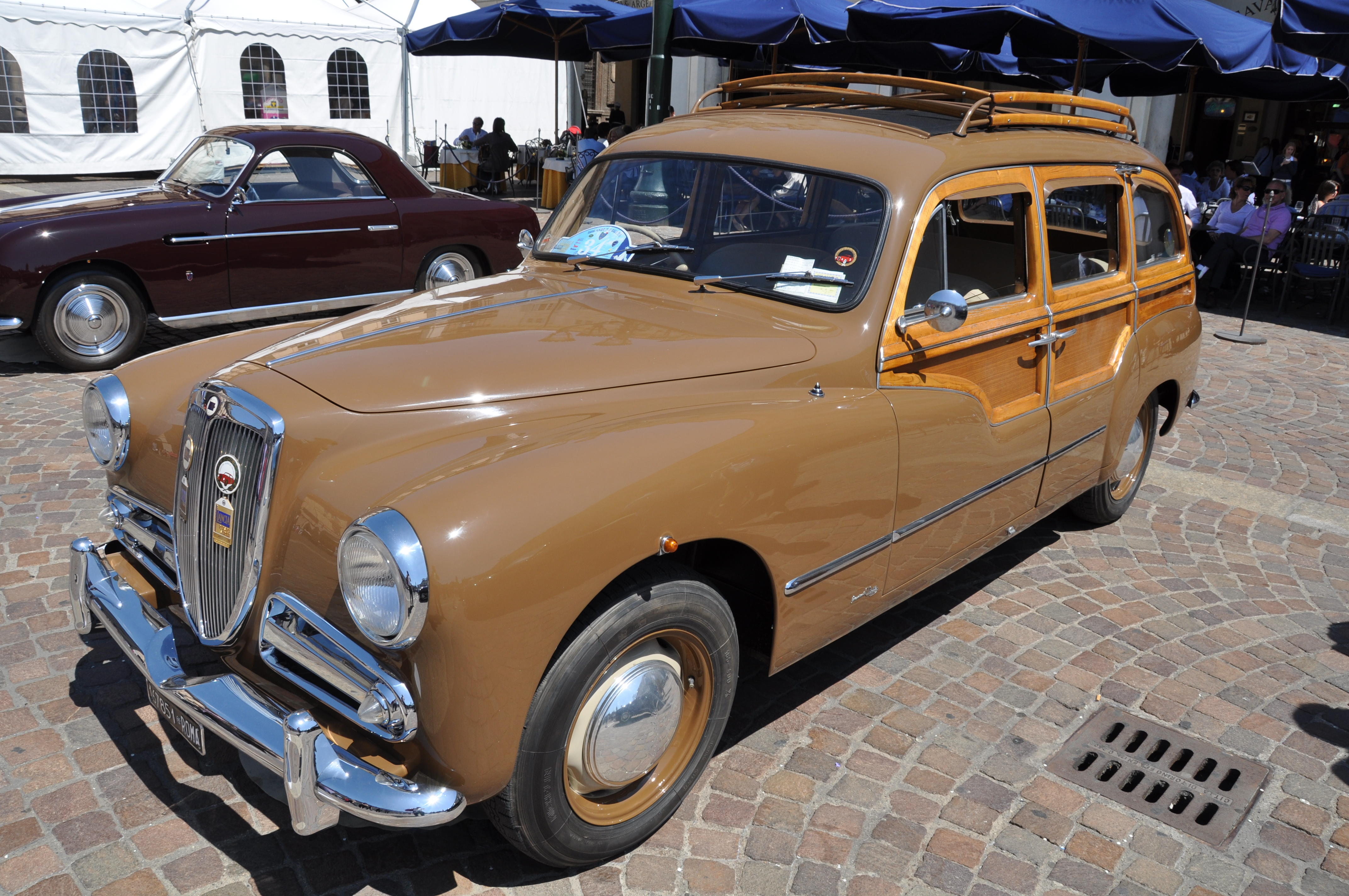
1952 Lancia Aurelia Viotti Giardnetta

Die Carrozzeria Viotti war ein italienisches Karosseriebauunternehmen, das zwischen 1921 und 1964 tätig war. Das Unternehmen wurde von Vittorio Viotti in Turin gegründet. Designer wie Frua und Mario Revelli arbeiteten für das Unternehmen. Es war das erste Karosseriebauunternehmen in Italien, das eine richtige Produktionslinie einrichtete.

## Geschichte
Mitte der 1920er Jahre meldeten Viotti und sein Partner Tolfo ein Patent für die „Clairalpax-Karosserie“ an, die aufgrund der hervorragenden Lichtverhältnisse im Fahrgastraum ein großer Erfolg wurde. Diese Innovation bestand darin, die massiven hölzernen Türsäulen, die die Gürtellinie mit dem Verdeck verbanden und die Fenster des Wagens trugen, durch dünne Neusilberpfosten zu ersetzen, die eine erhebliche Vergrößerung der Glasflächen ermöglichten. Dank dieser Gewinne änderte das Unternehmen 1931 seinen Namen in „Carrozzeria Viotti SA“ und zog in ein größeres Lager am Corso Stupinigi um, um der wachsenden Nachfrage gerecht zu werden, wobei Fiat-Fahrgestelle verwendet wurden.
Mitte der 1930er Jahre produzierte Viotti auch verschiedene Spezialkarosserien auf Sportfahrgestellen, die von Mario Revelli von Beaumont entworfen wurden. Zwei der wichtigsten Ergebnisse der Zusammenarbeit zwischen Viotti und Revelli stammen aus dieser Zeit: der Fiat 525 SS, ein zweifarbiger Spider, der auf dem sportlichsten Fiat seiner Zeit basierte, und der Isotta Fraschini 8A S, ein aerodynamisches Coupé, das zu Werbezwecken für das Alkoholunternehmen Martini entworfen wurde und in dessen Design eine große Schnapsflasche integriert war. Ebenfalls auf der Basis des Isotta Fraschini 8A S schuf Viotti eigens für Gabriele d’Annunzio ein blaues Cabriolet mit rotem Interieur, das noch heute in der Vittoriale erhalten ist.
Mit Ausbruch des Zweiten Weltkriegs widmete sich das Unternehmen dem Bau von Krankenwagen, bevor die Fabrik durch die Bombenangriffe der Alliierten auf Turin zerstört wurde. Unmittelbar nach dem Krieg, im Jahr 1946, zog das Unternehmen in ein neues Werk in Corso Bramante, ebenfalls in Turin, wo es bis zu seiner Schließung im Jahr 1964 blieb.
Das Unternehmen ist in der Automobilgeschichte von großer Bedeutung, da es den Fiat 1100 Giardinetta entwickelt hat, der die Geburtsstunde des modernen Kombiwagens markierte; diese Lösung wurde später auch auf Lancia- und Alfa Romeo-Fahrgestellen nachgebaut. Der Kombi auf Basis des Fiat 1100/1200 wurde auf den Namen „Sleeping“ getauft, mit der Möglichkeit, die Sitze hochzuklappen, um einen Schlafplatz zu erhalten.
Die letzten Kleinserienkreationen waren die Fiat 1300/1500 Giardinetta, die nicht den erhofften Erfolg hatten, auch weil Fiat einige Monate nach der Markteinführung der Limousine beschloss, eine eigene Familienversion des Modells zu produzieren, die zu niedrigeren Kosten hergestellt wurde und so die Produktion von Viotti-Kombis auf nur 50 Fahrzeuge beschränkte. Zu diesem Zeitpunkt teilte sich die Produktion in „Gärtner“ und „Metallkombi“, Cabriolets und Weiterentwicklungen von Serienfahrzeugen. Tatsächlich gab Viotti den Bau von Einzelstücken langsam auf, um sich, wie andere Unternehmen ohne eigenes Fahrgestell, der „Amerikanisierung“ von Serienfahrzeugen wie dem Fiat 600 und dem Lancia Appia zu widmen und sie mit Chrom und anderen Accessoires auszustatten, die damals jenseits des Atlantiks gefragt waren. Nach dem Tod von Vittorio Viotti im Jahr 1956 wurde die Karosseriewerkstatt von der Krise, die die Hersteller von Derivaten traf, überrollt und schloss 1964 endgültig.

## Wiedergeburt
Im Jahr 2012 hat der chinesische Automobilhersteller Zhejiang Jonway Automobile (ehemals Jonway) die Marke der Carrozzeria Viotti erworben und gründete einen neuen Firmensitz in Rivoli, Turin. Das neue Unternehmen ist auf das Design von Hybridfahrzeugen und die Entwicklung von Sportwagen spezialisiert. Emanuele Bomboi war der Leiter des Designs. Im Jahr 2014 erwarb die Carrozzeria Viotti die ursprüngliche amerikanische Marke Willys und stellte zusammen mit der italienischen Fabbrica Italiana Maggiora auf der Bologna Motor Show den Willys AW 380 Berlinetta vor, ein Konzeptfahrzeug, das vom ursprünglichen Willys Interlagos inspiriert war, der von Willys in Brasilien unter der Lizenz der Alpine A108 gebaut wurde. Später verkaufte Jonway den Namen Viotti an Fabbrica Italiana Maggiora S.r.l.

## Modelle mit Viotti-Karosserie
- Fiat 525
- Alfa Romeo 1500
- Alfa Romeo 8C 2300 Coupè
- Lancia Dilambda
- Fiat 508 Balilla
- Fiat 1100 Giardinetta
- Lancia Aurelia B51 Giardinetta
- Fiat 600 Coupé
- Bristol 407
- Willys AW 380 Berlineta

## Wichtige Designer
- Vittorio Viotti
- Pietro Frua
- Mario Revelli di Beaumont
- Giovanni Michelotti